# 約翰·蘭斯巴騰
約翰·蘭斯巴騰（英語：John Ramsbottom，1885年10月15日—1974年12月14日），英國真菌學家。

## 生平
蘭斯巴騰是大英博物館（自然歷史）植物學的守護者。他在英國真菌學會擔任秘書長與兩屆會長，以及該學會學刊《Transactions》的長期編輯。他曾於1928年－1931年，擔任奎克特顯微鏡俱樂部會長，且於1937年被選為榮譽會員。他也從1937年－1940年擔任倫敦林奈學會會長，並於1965年獲得林奈獎章。蘭斯巴騰於1943年－1972年擔任自然歷史學會會長，並於1972年榮獲榮譽會員。

## 外部連結
- The Ramsbottom Lecture for the Society for the History of Natural History